# Park Jeong-dae
Park Jeong-dae (* 1965 in Chŏngsŏn, Kangwŏn-do) ist ein südkoreanischer Lyriker.

## Leben
Park Jeong-dae wurde 1965 in Chŏngsŏn, Kangwŏn-do geboren. Eine seiner Eigenheiten ist, dass er immer informell gekleidet ist. Selbst bei Preisverleihungen erscheint er immer in Jeans und Lederjacke, mit einer Baseballkappe auf dem Kopf. Eine Episode seiner Kindheit erklärt diesen Dresscode: An seinem ersten Tag in der Grundschule erschien er herausgeputzt in einem Anzug, den seine Mutter extra für ihn gekauft hatte, und wurde deswegen von seinen Klassenkameraden verspottet. Dieses Erlebnis ließ Park sich nicht nur von formeller Kleidung abwenden, sondern verlieh ihm auch einen „rebellischen Charakter und das Bedürfnis frei zu leben“.
Eine Karriere als Autor zog er das erste Mal mit acht Jahren in Betracht, als ein Geomant, der zu Rate gezogen worden war, einen geeigneten Ort für das Grab von Parks verstorbenem Vater zu bestimmen, voraussagte, dass aus der Familie ein Autor entspringen werde. In seiner Jugend begann er seine literarische Ausbildung, indem er fleißig las und schrieb, wann immer sich die Gelegenheit dazu bot. In der Schule wurde er mit mehreren Preisen für seine Werke ausgezeichnet und in der Oberstufe gründete er eine Literaturgruppe mit dem Namen Wille (심지).
Park begann 1984 mit seinem Studium an der Fakultät für Koreanische Literatur an der Korea University und verliebte sich zum ersten Mal. Die Erinnerungen an seine erste Liebe finden sich kontinuierlich als Motiv in seinen Werken wieder und dienen ebenfalls als Quelle für seine Fantasie. Er nahm sich zwei Urlaubssemester, um für seine an Leukämie erkrankte Großmutter zu sorgen. Während dieser Zeit verfasste er eine Reihe von Kurzgeschichten und Gedichten. Nach ihrem Tod absolvierte er seinen Wehrdienst und setzte dann sein Studium fort. Sein literarisches Debüt hatte er 1990, als er sechs Gedichte veröffentlichte. Seitdem publizierte er drei Gedichtbände.

## Arbeiten

### Koreanisch
- 단편들 Fragmente (1997)
- 내 청춘의 격렬비열도엔 아직도 음악 같은 눈이 내리지 Auf den Kyŏngnyŏl-Inseln meiner Jugend fällt doch immer noch Schnee wie Musik, oder? (2002)
- 아무르 기타 Die Amur-Gitarre (2004)

## Auszeichnungen
- 2003 – 김달진문학상 (Kim-Tal-jin-Literaturpreis)
- 2003 – 소월시문학상 (Sowŏl Literaturpreis für Lyrik)